# 喬治敦 (愛達荷州)
喬治敦（英語：Georgetown）是一個位於美國愛達荷州貝爾萊克縣的城市。

## 地理
喬治敦的座標為42°28′40″N 111°21′57″W / 42.47778°N 111.36583°W，而該地的平均海拔高度為1842米（即6043英尺）。

## 人口
喬治敦的面積為1.76平方千米，均為陸地。根據2020年美國人口普查的數據，當地共有人口503人，而人口密度為每平方千米285.80人。